# Zoia Ceaușescu
Zoia Ceaușescu (ur. 1 marca 1949 w Bukareszcie, zm. 20 listopada 2006 tamże) – rumuńska matematyczka, córka komunistycznego przywódcy Rumunii Nicolae Ceaușescu i jego żony Eleny Ceaușescu, siostra Valentina i Nicu.

## Życiorys
W 1966 roku ukończyła Liceum im. Jeana Monneta, a w 1971 roku ukończyła podstawowe studia matematyczne na Uniwersytecie w Bukareszcie, na tym samym uniwersytecie uzyskała doktorat w dziedzinie matematyki. Podczas rewolucji 1989 roku została aresztowana pod zarzutem niszczenia gospodarki kraju, po czym została zwolniona 18 sierpnia 1990 roku. Jej majątek, w tym dom w którym żyła z mężem, został skonfiskowany. Tuż przed śmiercią udało jej się otrzymać część skonfiskowanych obrazów oraz książek. W świetle wspomnień Iona Pacepy, Zoe Ceaușescu była nałogową palaczką. 20 listopada 2006 roku zmarła na raka płuc.